# Астхадзор (річка)
Астхадзор (вірм. Աստղաձոր)  — річка у Вірменії, що протікає на півдні марзу Ґегаркунік. Довжина річки — 19,5 км. Впадає в озеро Севан. На річці розташоване село Астхадзор.